# Resolutie 1287 Veiligheidsraad Verenigde Naties
Resolutie 1287 van de Veiligheidsraad van de Verenigde Naties werd op 31 januari 2000 door de VN-Veiligheidsraad aangenomen met veertien stemmen voor en de onthouding van Jamaica. De resolutie verlengde de UNOMIG-waarnemingsmissie in Abchazië met een half jaar.

## Achtergrond
Op de golf van opkomend onafhankelijkheidsstreven van Georgië uit de Sovjet-Unie tegen het einde van de jaren 1980, streefde de Abchazische minderheid in de Abchazische autonome republiek de onafhankelijkheid na, uit angst de autonomie in Georgië te verliezen. Het leidde tot etnische spanningen met de Georgiërs, die in Abchazië de grootste bevolkingsgroep waren.
In 1992 kwam het tot een gewapend conflict, waarbij ook Rusland betrokken raakte, dat het voor de Abchaziërs opnam. Begin 1993 braken zware gevechten uit om de Abchazische hoofdstad Soechoemi. In de zomer van 1993 werd een staakt-het-vuren afgesproken en werd de UNOMIG-waarnemingsmissie opgericht. De val van Soechoemi in september 1993 leidde tot grootschalige etnische zuiveringen tegen de Georgische gemeenschap.

## Inhoud

### Waarnemingen
Het gebrek aan vooruitgang in een aantal sleutelkwesties over Abchazië was onaanvaardbaar. De situatie was nu relatief rustig, maar bleef fragiel.

### Handelingen
Secretaris-generaal Kofi Annan had een nieuwe Speciale Vertegenwoordiger aangesteld en de partijen werden aangemoedigd hiervan gebruik te maken zich opnieuw te verbinden aan het vredesproces. Zij moesten meer in dialoog treden, vooral over de verdeling van grondwettelijke bevoegdheden tussen Georgië en diens (opstandige) regio Abchazië. Dat die laatste op eigen houtje verkiezingen hield was onaanvaardbaar. Ook demografische wijzigingen ten gevolge van het conflict waren onaanvaardbaar.
Ten slotte werd het mandaat van de UNOMIG-waarnemingsmacht verlengd tot 31 juli 2000.

## Verwante resoluties
- Resolutie 1225 Veiligheidsraad Verenigde Naties (1999)
- Resolutie 1255 Veiligheidsraad Verenigde Naties (1999)
- Resolutie 1311 Veiligheidsraad Verenigde Naties
- Resolutie 1339 Veiligheidsraad Verenigde Naties (2001)

Lijst ·  1285 ·  1286 ·  1287 ·  1288 ·  1289 ·  1290 ·  1291 ·  1292 ·  1293 ·  1294 ·  1295 ·  1296 ·  1297 ·  1298 ·  1299 ·  1300 ·  1301 ·  1302 ·  1303 ·  1304 ·  1305 ·  1306 ·  1307 ·  1308 ·  1309 ·  1310 ·  1311 ·  1312 ·  1313 ·  1314 ·  1315 ·  1316 ·  1317 ·  1318 ·  1319 ·  1320 ·  1321 ·  1322 ·  1323 ·  1324 ·  1325 ·  1326 ·  1327 ·  1328 ·  1329 ·  1330 ·  1331 ·  1332 ·  1333 ·  1334